# Provinciale weg 236

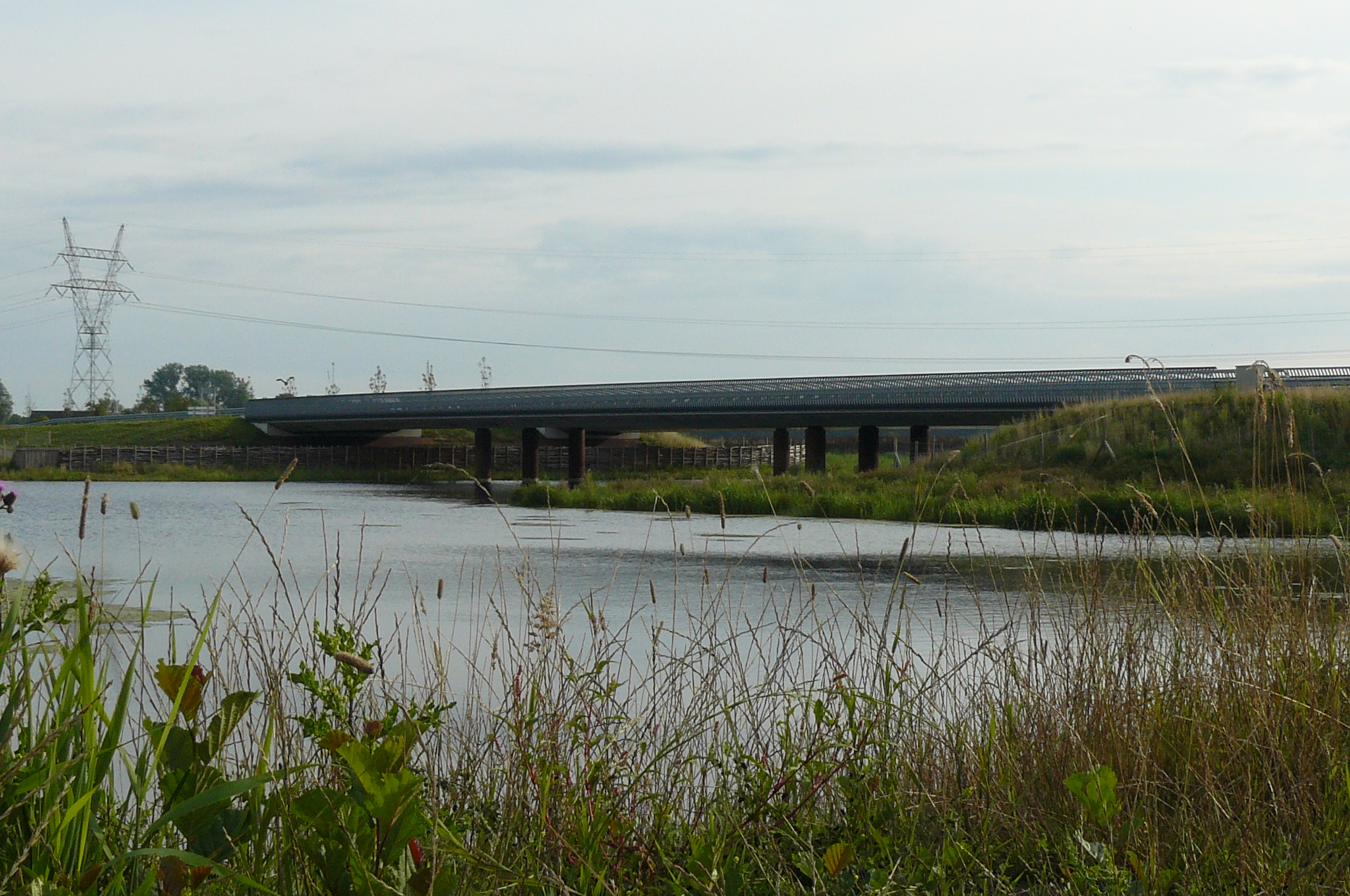
De westelijke faunapassage bij Ankeveen

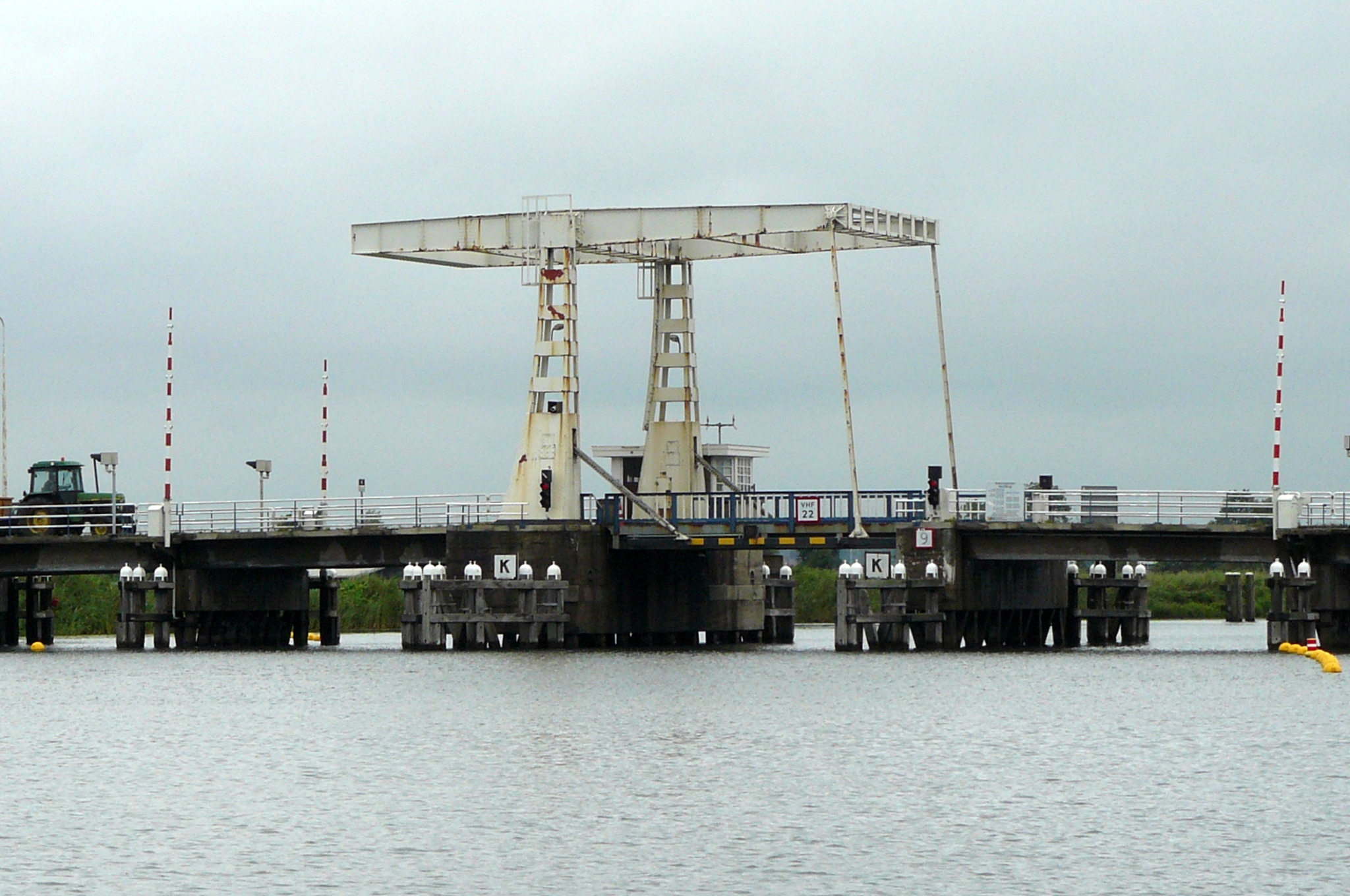
De oude Vechtbrug is inmiddels vervangen

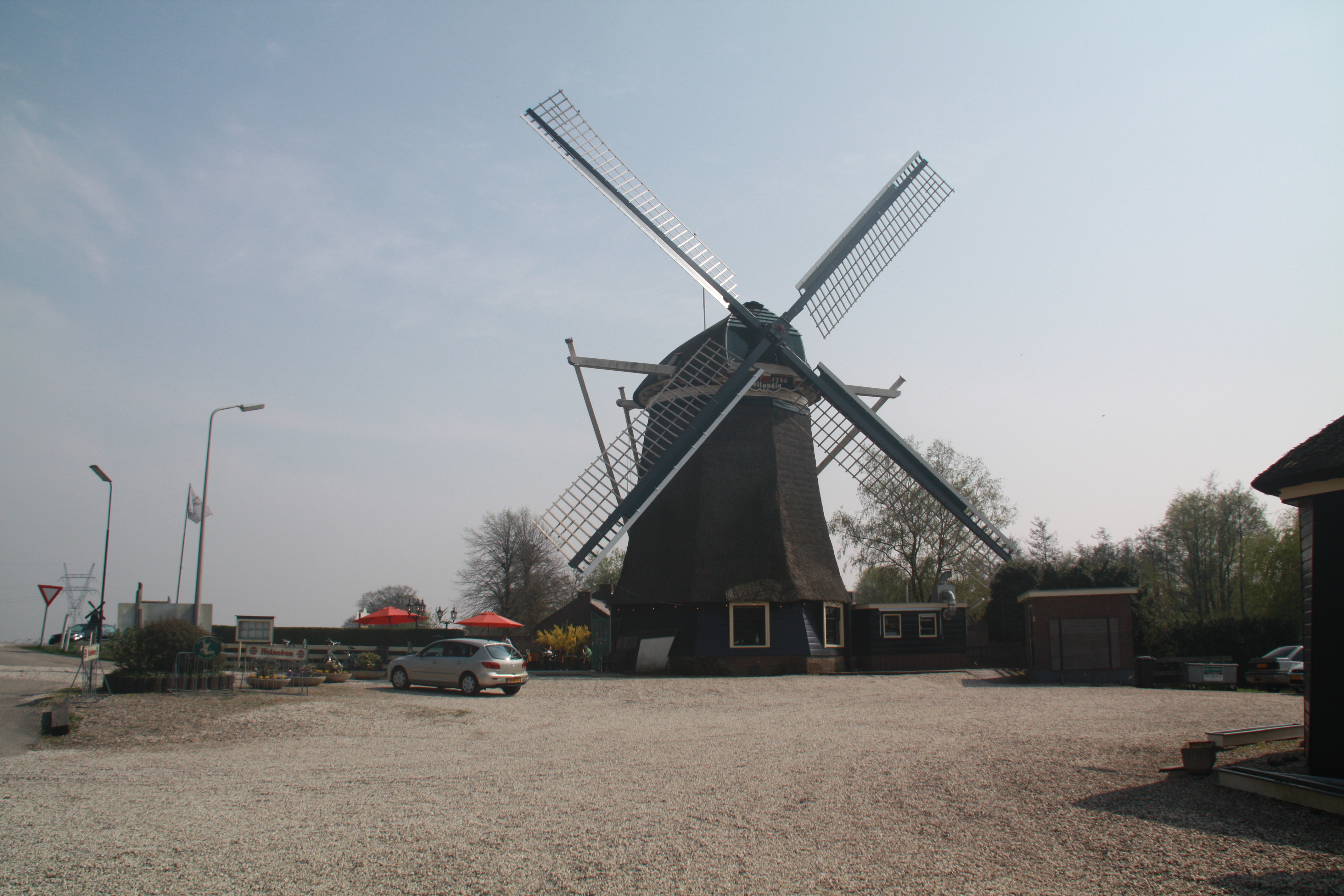
Molen Hollandia, gebouwd in 1642 gebouwd om het Naardermeer op peil te houden.

De Provinciale weg N236 is een provinciale weg in de provincie Noord-Holland die loopt van de N524 nabij Bussum en eindigt bij de gemeente Diemen. Daar sluit de weg aan op de weg richting Bijlmer en Diemen (Amsterdamse stadsroute s113).
De weg heeft een aansluiting halverwege Diemen en Driemond op de rijksweg A9 (Gaasperdammerweg). Verder loopt de weg langs de plaatsen Hilversumse Meent, 's-Graveland, Ankeveen, de N523 door Nederhorst den Berg naar de N201, Weesp en door de bebouwde kom van Driemond. De maximumsnelheid is tussen Bussum en 's-Graveland 60 km/u en in Driemond 50 km/u.
Tussen de afslagen Nederhorst en Weesp ligt de Vechtbrug Uitermeer in de weg, over de Vecht. Tussen Weesp en Driemond ligt een vaste brug over het Amsterdam-Rijnkanaal, de Weesperbrug. In Driemond kruist de weg vrijwel ongemerkt de plek waar het Gein samenkomt met de Gaasp en Smal Weesp. Direct ten noordoosten van de Vechtbrug ligt het torenfort van Fort Uitermeer. Tussen het Fort Uitermeer en de afslag naar 's-Graveland ligt de weg langs de 's-Gravelandsevaart.
De weg draagt de namen Franse Kampweg (deel tussen Bussum en 's-Graveland), Loodijk (tussen 's-Graveland en de gemeentegrens van Wijdemeren en Amsterdam, even voorbij de Hollandia molen bij Ankeveen), Gooilandseweg (tussen de Ankeveense molen en de brug over het Amsterdam-Rijnkanaal) en Provincialeweg (vanaf de brug tot aan de aansluiting met de s113).
De kruisingen bij 's-Graveland, Weesp en Driemond en de kruising bij de A9 zijn voorzien van verkeerslichten. Vele andere kruisingen waren alleen met borden geregeld, hetgeen samen met enkele scherpe bochten de weg tot een van de gevaarlijkste provinciale wegen maakte.
De provincie Noord-Holland heeft tussen 2013 en 2019 grote werkzaamheden uitgevoerd aan de N236. De kruisingen bij Hilversumse Meent, met de Nieuwe 's-Gravelandseweg in Bussum, Ankeveen, Nederhorst den Berg, en de Lage Klompweg in Weesp zijn vervangen door rotondes. Er zijn twee faunapassages aangebracht, zodat dieren ongelijkvloers de weg kunnen kruisen en de Ankeveense Plassen en het Naardermeer samen één natuurgebied vormen. Voor de passages is de weg opgetild en zijn de rijbanen gescheiden. Dieren gaan nu onder de weg door en daglicht kan onder het wegdek komen. Vervolgens is een reeks van aanpassingen uitgevoerd om deze weg te verbeteren en veiliger te maken. De gevaarlijk smalle brug over de Vecht is vervangen door een bredere, en ook het fietspad is breder gemaakt. Naast de faunapassage is een onderdoorgang voor fietsers en voetgangers gemaakt die toegang geeft tot een nieuwe brug over de 's Gravelandse Vaart. Daardoor is voor hen de verbinding tussen Ankeveen en het Naardermeer ruim 4 kilometer verkort.
N23 · N194 · N196 · N197 · N198 · N199 · N200 · N201 · N202 · N203 · N204 · N205 · N206 · N207 · N208 · N209 · N210 · N211 · N212 · N213 · N214 · N215 · N216 · N217 · N218 · N219 · N220 · N221 · N222 · N223 · N224 · N225 · N226 · N227 · N228 · N229 · N230 · N231 · N232 · N233 · N234 · N235 · N236 · N237 · N238 · N239 · N240 · N241 · N242 · N243 · N244 · N245 · N246 · N247 · N248 · N249 · N250 · N307

N401 · N402 · N403 · N404 · N405 · N406 · N407 · N408 · N409 · N410 · N411 · N412 · N413 · N414 · N415 · N416 · N417 · N418 · N419 · N420 · N421 · N439 · N440 · N441 · N442 · N443 · N444 · N445 · N446 · N447 · N448 · N449 · N450 · N451 · N452 · N453 · N454 · N455 · N456 · N457 · N458 · N459 · N460 · N461 · N462 · N463 · N464 · N465 · N466 · N467 · N468 · N469 · N470 · N471 · N472 · N473 · N474 · N475 · N476 · N477 · N478 · N479 · N480 · N481 · N482 · N483 · N484 · N487 · N488 · N489 · N490 · N491 · N492 · N493 · N494 · N495 · N496 · N497 · N498 · N501 · N502 · N503 · N504 · N505 · N505 (Andijk) · N506 · N507 · N508 · N509 · N510 · N511 · N512 · N513 · N514 · N515 · N516 · N517 · N518 · N519 · N520 · N521 · N522 · N523 · N524 · N525 · N526 · N527 · N806 · N830 · N848

Cursief vermelde wegen zijn voormalige Provinciale wegen